# エグザイル・オン・メイン・ビーチ
エグザイル・オン・メイン・ビーチ（EXILE ON MAIN BEACH）は、2009年10月7日発売のソウル・フラワー・ユニオンのライヴ・アルバム。

## 解説
1999年発表の『ハイ・タイド・アンド・ムーンライト・バッシュ』以来、10年振りのフル・ライヴ・アルバムである。2006年から2009年の各地のライヴからベスト・テイクが選曲されている。「“ゼロ年代”のソウル・フラワー・ユニオンのライヴ活動を象徴したベスト選曲で、恰好の入門編」と中川敬がインタヴューで語っているように、近年の彼らのライヴ代表曲がCD収録可能時間80分に目一杯詰め込められている。
なお、本作には「通常盤」以外に、本編CD＋ボーナスCDの「2枚組紙ジャケ特別仕様盤」(ライヴ会場販売と通販のみ）があり、そのボーナスCDは『インストゥルメンタル・オン・メイン・ビーチ』と題したライヴ・インスト曲集である。

## 収録曲
1. Intro : レヴェラーズの入場 Intro : ENTRY OF THE LEVELERS
2. ラヴィエベル〜人生は素晴らしい! LA VIE EST BELLE (LIFE IS BEAUTIFUL)
3. 月光ファンファーレ MOONLIGHT FANFARE
4. ホライズン・マーチ HORIZON MARCH
5. そら（この空はあの空につながっている） SORA (THIS SKY IS LINKED WITH THAT SKY)
6. 松葉杖の男 MATSUBAZUE NO OTOKO (THE MAN ON CRUTCHES)
7. うたは自由をめざす! ALL SONGS GO FORWARD TO FREEDOM!
8. 寝顔を見せて NEGAO WO MISETE (LET ME SEE YOUR SLEEPING FACE)
9. パレスチナ PALESTINE
10. 極東戦線異状なし!? ALL QUIET ON THE FAR EASTERN FRONT!?
11. 満月の夕 MANGETSU NO YUBE (A FULL MOON EVENING)
12. 荒れ地にて ARECHI NITE (AT THE WASTELAND)
13. 風の市 KAZE NO ICHI (WINDS FAIRGROUND)
14. 神頼みより安上がり KAMIDANOMI (CHEAPER THAN PRAYING TO GOD)
15. サヴァイヴァーズ・バンケット SURVIVORS' BANQUET
16. 海行かば 山行かば 踊るかばね UMI YUKABA YAMA YUKABA ODORU KABANE (GO THE SEA, GO THE MOUNTAINS, THE DEAD BODIES ARE DANCING)
17. Outro : 愛の総動員 Outro : AI NO SODOIN (THE MOBILIZATION OF LOVE)

## 備考
- M-1 開演SE。2002年のアルバム『ラヴ・プラスマイナス・ゼロ』のM-10の別ミックス。
- M-17 閉演SE。2008年のアルバム『カンテ・ディアスポラ』のM-2。2008年12月9日に急逝した舞踏家・歌舞伎昌三 (ソウル・フラワー・モノノケ・サミットの準メンバーでもあった）に捧げられた曲で、歌舞伎昌三が末期癌闘病中に行なわれたツアーで、閉演SEとして各会場で流された。